# Большое Сорокино
Большо́е Соро́кино — село в Тюменской области. Административный центр Сорокинского района и Сорокинского сельского поселения.

## География
Расположено на берегу реки Ик в 60 км к северо-востоку от г. Ишим.

## История
Основано в 1762 году

## Население
| 1959 | 1970  | 1979  | 1989  | 2002  | 2010  | 2021  |
| ---- | ----- | ----- | ----- | ----- | ----- | ----- |
| 3697 | ↗5104 | ↗5855 | ↗6167 | ↘5497 | ↘5317 | ↗5490 |